# 53
Het jaar 53 is het 53e jaar in de 1e eeuw volgens de christelijke jaartelling.

## Gebeurtenissen

### Italië
- De 13-jarige Claudia Octavia, dochter van keizer Claudius, wordt uitgehuwelijkt aan Lucius Domitius Ahenobarbus (Nero).

### Palestina
- Aristobulus van Chalkis (neef van Herodes Agrippa II) wordt door Claudius benoemd tot koning van Chalkis. Herodes Agrippa II, die tot dat moment koning van Chalkis was, wordt koning over de gebieden ten noordoosten van het Meer van Galilea.

## Geboren
- Domitia Longina, keizerin en echtgenote van Titus Flavius Domitianus (overleden 130)
- 18 september - Marcus Ulpius Trajanus, keizer van het Romeinse Keizerrijk (overleden 117)